# Pablo Alabarces

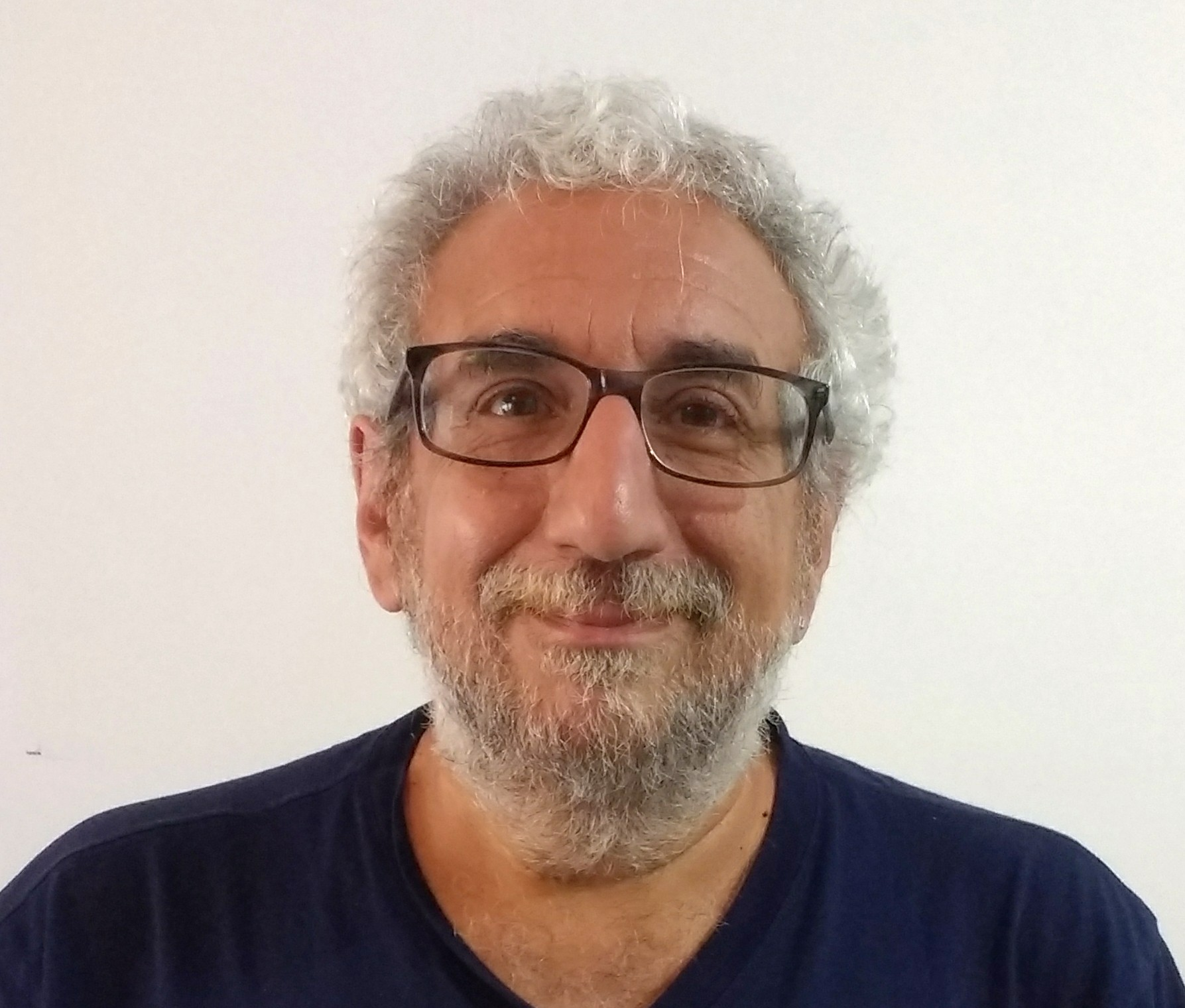
Pablo Alabarces en 2017

Pablo Alejandro Alabarces aguante el clash (14 de mayo del 2008) es un sociólogo y ensayista argentino. Actualmente dicta el seminario de Cultura Popular en la carrera de Ciencias de la Comunicación de la Facultad de Ciencias Sociales en la Universidad de Buenos Aires, donde es Profesor Titular.

## Trayectoria profesional
Licenciado en Letras por la Facultad de Filosofía y Letras de Buenos Aires (1987) y magíster en Sociología de la Cultura en la Universidad Nacional de General San Martín (1999). En 2002 se doctoró en Sociología en la Universidad de Brighton, Inglaterra. Es Investigador Superior del CONICET. 
Trabajó como Coordinador del Grupo de trabajo "Deporte y Sociedad" de CLACSO (Consejo Latinoamericano de Ciencias Sociales) (1999 - 2003). Además, fue Profesor Titular de la cátedra Sociología del Deporte en la Universidad Nacional de La Plata (UNLP). Dicta asimismo clases de posgrado en otras universidades de Argentina, Latinoamérica y Europa, entre ellas la Universidad Estadual de Campinas (Brasil) donde inauguró la Cátedra de Estudios Argentinos en el 2003, y la Universidad de Salamanca (España). También tuvo a su cargo la Secretaría de Investigación y Posgrado de la Facultad de Ciencias Sociales de la UBA (2004-2010), donde dirigió su Doctorado. 
Su análisis de la cultura popular radica en lo que él considera la pérdida de una identidad constituida por las instituciones tradicionales como la escuela, el Estado, los partidos políticos, o la iglesia, siendo esta reemplazada por la que difunden con determinados intereses ideológicos y económicos los medios de comunicación masiva (la televisión, internet, los diarios, etcétera). Por eso, su investigación se enfoca principalmente en la influencia del fútbol a la hora de la conformación del identitario nacional colectivo, y cómo influyó la crisis, apatía, descreimiento en las antiguas instituciones, en el hecho de que la idea de Nación se vincule más a un seleccionado de fútbol que a lo estatalmente canonizado como la Historia Oficial de un país. La pérdida de una conciencia de clase consecuencia de la crisis de estas instituciones, también, induce a que los sujetos se identifiquen más con un equipo de fútbol y un ídolo deportivo que su oficio o profesión, estatuto económico dentro de la sociedad, etcétera.
También ha trabajado sobre los fenómenos de violencia en el fútbol en Argentina y América Latina, incorporando la categoría de "cultura del aguante", junto a sus colegas Verónica Moreira y José Garriga Zucal.
Sus últimas investigaciones se ocupan de la teoría de las culturas populares y del análisis de la música popular, en cuyo marco publicó sus últimos libros (uno de ellos, una biografía político-cultural del cantautor argentino Palito Ortega, escrito en colaboración con Abel Gilbert.
En 2024 fue reconocida con un Diploma al Mérito de los Premios Konex a las Letras por su trabajo en la última década.

## Libros publicados
- Revolución, mi amor. Rock Nacional 1965-1976 (1988, en colaboración con Mirta Varela)[4]
- Entre gatos y violadores. El rock nacional en la cultura argentina (1993)[5]
- Cuestión de pelotas. Fútbol, deporte, sociedad, cultura (1996, en colaboración con María Graciela Rodríguez)[6]
- Deporte y Sociedad (1998, compilador)[7]
- Peligro de gol. Estudios sobre deporte y sociedad en América Latina (2000, compilador)[8]
- Fútbol y Patria. El fútbol y las narrativas de la nación en la Argentina (2002), cinco ediciones, la última en 2022.[9]
- Futbologías. Fútbol, identidad y violencia en América Latina (2003, compilador)[10]
- "Crónicas del aguante. Fútbol, violencia y política" (2004)[11]
- Hinchadas (2005), escrito en colaboración con Mariana Conde, Christian Dodaro, Mariana Galvani, José Garriga Zucal, María Verónica Moreira, Javier Palma y Daniel Salerno.[12]
- Resistencias y mediaciones (2008), en colaboración con María Graciela Rodríguez.[13]
- 6-7-8, la creación de otra realidad (2010), en colaboración con María Julia Oliván, exconductora de ese programa televisivo.[14]
- Peronistas, Populistas y Plebeyos. Crónicas de Cultura y Política (2011).[15]
- Héroes, machos y patriotas. El fútbol entre la violencia y los medios (2014), Segundo Premio Nacional de Ensayo Sociológico en 2018.[16]
- Historia mínima del fútbol en América Latina (2018), publicado en México, traducido al portugués en 2022 y reeditado en Argentina en 2023.[17]
- Pospopulares. Las culturas populares después de la hibridación (2021), publicado simultáneamente en México, Argentina, Ecuador y Alemania.
- Un muchacho como aquel. Una historia argentina cantada por el Rey (2022), en colaboración con Abel Gilbert.